# Мини-суперкомпьютер
Мини-суперкомпьютеры - класс компьютеров, появившихся в начале 1980-х годов. Из-за роста популярности использования векторных процессоров для научных расчётов возросла и необходимость в менее дорогих системах, которые могли бы использоваться на уровне подразделений, а не на уровне предприятий. Это увеличило предложение таких компьютеров на рынке. Средняя цена малых компьютеров составляла 1/10 от цены больших суперкомпьютеров, то есть не более 1млн долларов за единицу. Такие системы характеризовались комбинированием векторной и многопроцессорной обработкой данных.
Появление ещё более дешёвых научных рабочих станций на основе КМОП-микропроцессоров с высокопроизводительными блоками вычислений с плавающей запятой (FPU) в 1990-х годах (таких как MIPS R8000 и IBM POWER2) ослабила спрос на класс мини-суперкомпьютеров.

## Производители мини-суперкомпьютеров
Нишу производства мини-суперкомпьютеров занимали примерно 30 компаний, большая часть которых располагалась в США. Вот лишь некоторые из них:
- Ametek
- Alliant Computer Systems[англ.] (основана в 1982 году под названием Dataflow Systems; обанкротилась в 1992 году)
- American Supercomputer (основана Майклом Флинном, обанкротилась)
- BBN Technologies (куплена компанией Raytheon в 2009 году)
- Convex Computer (основана в 1982 году под названием Parsec; куплена компанией Hewlett-Packard в 1995 году)
- Cydrome[англ.] (основана в 1984 году под названием Axiom Systems; закрылась в 1988 году)
- DEC (VAX 9000) (куплена компанией Hewlett-Packard в 2002 году)
- Elxsi[англ.] (основана в 1979 году, в 1989 году вышла из компьютерного бизнеса)
- Encore Computer[англ.] (основана в 1983 году; в 1988 году куплена компанией Systems Engineering Laboratories)
- Floating Point Systems (основана в 1970 году; куплена компанией Cray Research в 1991 году)
- MasPar (основана в 1987 году; прекратила существование в 1996 году)
- Meiko Scientific (основана в 1985 году в Великобритании; прекратила существование в 1991 году)
- Multiflow Computer (основана в 1984 году; прекратила деятельность в 1990 году) — продавала мини-суперкомпьютеры на основе VLIW-архитектуры
- Pyramid Technology (основана в 1981 году; куплена компанией Siemens в 1995 году)
- Scientific Computer Systems (основана в 1983 году; в 1989 году переключилась на разработку высокоскоростного сетевого оборудования; ныне не существует)
- Supertek Computers (основана в 1985 году; куплена компанией Cray Research в 1990 году) — продавала мини-аналоги суперкомпьютеров Cray на КПОМ-логике
- Thinking Machines Corporation (основана в 1983 году; куплена компанией Sun Microsystems в 1994 году)